# Костёл Воздвижения Святого Креста (Фастов)
Костёл Воздвижения Святого Креста — приходской храм римско-католической церкви в городе Фастове Киевской области Украины, яркий памятник архитектуры начала XX века, одно из немногих сохранившихся исторических сооружений города. Расположен в центре Фастова на правом берегу реки Унава.

## История
Первая деревянная католическая церковь в селении Фастов была основана ещё в конце XVI века, в 1723 году епископ киевский и черниговский Ян Самуэль Ожга построил на том же месте новый костёл, сожжённый гайдамаками в восстании 1768 года. Третий деревянный костёл отстроили в 1793 году. К XX веку он явно перестал отвечать потребностям возросшей католической общины Фастова.
В начале XX века киевский губернатор пишет:

…существующий ныне в городе Фастове костёл — деревянный, очень ветхий и недостаточно вместительный… Костел расположен позади строений обывателей г. Фастова на расстоянии нескольких верст от Фастовской Воскресенской церкви и около 1 версты от Фастовской Покровской церкви… Ввиду недостаточной вместительности и ветхости существующего костёла в постройке вместо него нового костела с увеличением размеров такового, в действительности встречается надобность.
Современный костёл Воздвижения Святого Креста возведён с 1903 по 1911 годы по проекту одесского архитектора Владислава Домбровского. Через два года после начала строительства проект был несколько изменён под руководством Фёдора Троупянского. Торжественное освящение храма состоялось 18 сентября 1911 года.
Строительство финансировалось как католической общиной, так и за счёт бюджета. Большой вклад внесли благотворители, так графиня Браницкая из Белой Церкви на свои средства приобрела для костёла орган. Когда денег совсем не осталось, в недостроенной ещё церкви устроили благотворительный концерт, на котором играли, в частности, Баха и Шумана.
В 1934 году костёл был закрыт советской властью, а его настоятель репрессирован. После второй мировой войны здание на некоторое время было предоставлено русской православной церкви. Впоследствии в здании был склад, в 1980-х годах здесь хотели было разместить краеведческий музей и даже органный зал, но церковь уже пришла в состояние, требующее капитальной реконструкции.
В годы перестройки началась борьба фастовских верующих за возвращение храма, которая увенчалась его повторным освящением в июне 1990 года. Первую службу совершил доминиканский священник из Польши Зигмунд Ян Козар, который стал настоятелем возрождённого костёла Воздвижения Святого Креста и был им до своей кончины 2 октября 2003 года, через две недели после торжественной мессы, которую он отслужил в честь столетия церкви. Ныне отец Зигмунд похоронен в костёле, а его именем названа городская площадь Фастова, на которой расположен костёл.
В 1991 году в храме начались масштабные ремонтно-реставрационные работы по проекту киевского архитектора Юрия Дмитриевича, которые продолжались до сентября 2004 года. 2 октября 2005 года состоялась реконсекрация (повторное освящение) костёла.

## Архитектура
Костёл Воздвижения Святого Креста возведён из жёлтого кирпича на бутовом фундаменте в форме однонефной базилики длиной 35 метров с трансептом и пятигранной абсидой. Он построен в неоготическом стиле, характерном для украинской католической храмовой архитектуры последней четверти XIX века. Кровля костёла была изначально изготовлена из сосны и покрыта зелёной и красной глазурованной черепицей.
Главный западный фасад имеет нарочито асимметричную форму. Он фланкирован разновеликими башнями, между которыми расположен центральный вход в костёл. Северная башня с небольшим коническим навершием равна по высоте коньку крыши, южная же высотой 43 метра — квадратная по всей высоте, со спаренными арочными проёмами в верхней части. Над входом — большая готическая роза, ниже которой расположено барельефное панно «Христос благословляет детей» Элио Саля, автора скульптурного оформления знаменитого Дома с химерами.